# Berceni (Prahova)
Berceni è un comune della Romania di 6 105 abitanti, ubicato nel distretto di Prahova, nella regione storica della Muntenia. 
Il comune è formato dall'unione di 5 villaggi: Berceni, Cartierul Dâmbu, Cătunu, Corlătești, Moara Nouă.